# Jackie Sandler
Jacqueline Samantha „Jackie“ Sandler (* 24. September 1974 in Coral Springs, Florida; geborene Jacqueline Titone) ist eine US-amerikanische Schauspielerin.

## Werdegang
Ihr Spielfilmdebüt gab Titone 1999 in der Komödie Big Daddy an der Seite von Adam Sandler, den sie am 22. Juni 2003 heiratete. Aus der Ehe gingen zwei Töchter, Sadie und Sunny Sandler, hervor, die ebenfalls als Schauspielerinnen tätig sind. Die getaufte Christin konvertierte für ihre Ehe zum Judentum. 
Sie war auch in weiteren Filmen an der Seite ihres Mannes zu sehen.

## Filmografie (Auswahl)
- 1999: Big Daddy
- 1999: Rent a Man – Ein Mann für gewisse Sekunden (Deuce Bigalow: Male Gigolo)
- 2000: Little Nicky – Satan Junior (Little Nicky)
- 2002: Adam Sandlers acht verrückte Nächte (Eight Crazy Nights)
- 2003: Der Appartement Schreck (Duplex)
- 2004: 50 erste Dates (50 First Dates)
- 2006: Die Bankdrücker (The Benchwarmer)
- 2007: Chuck und Larry – Wie Feuer und Flamme (I Now Pronounce You Chuck & Larry)
- 2007: King of Queens (The King of Queens, Fernsehserie)
- 2008: Bedtime Stories
- 2009: Der Kaufhaus Cop (Paul Blart: Mall Cop)
- 2009: Wie das Leben so spielt (Funny People)
- 2010: Kindsköpfe (Grown Ups)
- 2011: Meine erfundene Frau (Just Go with It)
- 2011: Der Zoowärter (Zookeeper)
- 2012: Hotel Transsilvanien (Hotel Transylvania)
- 2012: Der Chaos-Dad (That's My Boy)
- 2013: Rules of Engagement (Fernsehserie, Episode 7x13)
- 2013: Kindsköpfe 2 (Grown Ups 2)
- 2014: Urlaubsreif (Blended)
- 2015: Der Kaufhaus Cop 2 (Paul Blart: Mall Cop 2)
- 2015: Pixels
- 2016: The Do-Over
- 2016–2018: Kevin Can Wait (Fernsehserie, 5 Episoden)
- 2017: Sandy Wexler
- 2018: Die Woche (The Week Of)
- 2018: Vater des Jahres (Father of the Year)
- 2019: The Last Summer
- 2019: Murder Mystery
- 2020: The Wrong Missy
- 2020: Hubie Halloween
- 2022: Home Team
- 2022: Daddy Daughter Trip
- 2023: The Out-Laws
- 2023: Du bist sowas von nicht zu meiner Bat-Mizwa eingeladen (You Are So Not Invited To My Bat Mitzvah)
- 2023: Leo (Stimme Jaydas Mutter)
- 2025: Irgendwie schwanger (Kinda Pregnant)
- 2025: Happy Gilmore 2